# Ischnopteris chlorata
Ischnopteris chlorata là một loài bướm đêm trong họ Geometridae.